# This Is the Time (Billy Joel)
This Is the Time è una canzone pop, scritta ed incisa nel 1986 da Billy Joel e facente parte dell'album The Bridge.
Il singolo uscì su etichetta Columbia Records e fu prodotto da Phil Ramone.

## Testo
Il brano parla di una storia d'amore, e il testo dichiara che è il momento di ricordare quei bei momenti, perché non dureranno per sempre. E lui dice alla sua innamorata di aver avuto il meglio di lei, ma di volere ancora di più.
Il brano inizia con il ricordo di un giorno in cui i due innamorati passeggiavano sulla spiaggia di fronte ad un hotel ora in demolizione.

## Tracce

### 45 giri (versione 1)[2][4]
1. This Is the Time 4:56
2. Code of Silence (con Cindy Lauper) 5:15

### 45 giri (versione 2)[6]
1. This Is the Time 4:56
2. This Is the Time 4:56

### 45 giri maxi[3]
1. This Is the Time 4:56
2. Code of Silence (con Cindy Lauper) 5:55
3. Temptation

## Classifiche
| Paese                              | Posizione massima | Nr. di settimane |
| ---------------------------------- | ----------------- | ---------------- |
| U.S. Hot Adult Contemporary Tracks | 1                 |                  |
| Canada                             | 26                |                  |

## Il brano nel cinema e nelle fiction
- In Italia il brano ha ottenuto una certa notorietà essendo stato utilizzato, dal settembre 1986 al 2012, come sigla televisiva della famosa soap opera Sentieri (Guiding Light), in sostituzione di Amarsi di Nico dei Gabbiani;[9] Nel 1990 Lorella Cuccarini incise una versione del brano per festeggiare le 10.000 puntante di Sentieri in Italia.
- Il brano è stato inserito nell'episodio omonimo della seconda stagione della serie televisiva The Carrie Diaries.[10]